# Hesperoctenes
Hesperoctenes är ett släkte av insekter. Hesperoctenes ingår i familjen Polyctenidae.
Hesperoctenes är enda släktet i familjen Polyctenidae.
Kladogram enligt Catalogue of Life:
| Hesperoctenes | \| \| Hesperoctenes eumops \| \| \| \| \| \| Hesperoctenes fumarius \| \| \| \| \| \| Hesperoctenes hermsi \| \| \| \| |
|               | \| \| Hesperoctenes eumops \| \| \| \| \| \| Hesperoctenes fumarius \| \| \| \| \| \| Hesperoctenes hermsi \| \| \| \| |
|               | Hesperoctenes eumops                                                                                                   |
|               | |
|               | Hesperoctenes fumarius                                                                                                 |
|               | |
|               | Hesperoctenes hermsi                                                                                                   |
|               | |